# Mondragon Bookstore & Coffeehouse
Mondragon Bookstore & Coffeehouse – księgarnia polityczna i wegańska kawiarnia mieszcząca się w The Old Market Autonomous Zone przy 91 Albert Street w Winnipeg, Manitoba. Nazwa pochodzi od spółdzielni Mondragón Cooperative Corporation i innych organizacji w baskijskim mieście Mondragón, które jest znane z rozległej sieci spółdzielni pracowniczych.  
Mondragon został zorganizowany jako kolektyw robotniczy: nie ma hierarchii i wszyscy pracownicy otrzymują tę samą stawkę wynagrodzenia. Opiera się to na uczestniczącej strukturze ekonomicznej opracowanej przez Robina Hahnela i Michaela Alberta. Przedsiębiorstwo zostało zamknięte w dniu 26 stycznia 2014 z powodu trudności finansowych.

## Opis
Księgarnia Mondragon sprzedawała książki związane z anarchizmem, ekologią, problematyką tubylczą i oporem, marksizmem, feminizmem, wyzwoleniem ludzi i zwierząt, kwestiami queer, seksualnością, zdrowiem, wegetarianizmem, ekonomią, pracą, mediami, aktywizmem społecznym. Mondragon dystrybuowało również ziny, alternatywne książki dla dzieci, plakaty polityczne i koszulki. Prowadziło również wegańską kawiarnię i firmę cateringową, a także w pełni wegański sklep spożywczy pod nazwą Sacco & Vanzetti's, nazwany po dwóch anarchistach lat dwudziestych XX wieku. Specjalizował się w produktach lokalnych i przyjaznych środowisku.

### Historia
Księgarnia została założona przez aktywistów Winnipeg- Paula Burrowsa i Sandrę Drosdowech i otwarta 15 lipca 1996 z początkowym kolektywem dziesięciu członków. Wielu poprzednich członków kolektywu Mondragon pomogło w rozpoczęciu innych projektów aktywistów lub przyłączeniu się do już istniejących, takich jak grupy w Winnipeg tj. Natural Cycle, G7 Welcoming Committee Records, Arbeiter Ring Publishing, Organic Planet Worker Co-op, Dada World Data (DWD), jak również AK Press i Seven Stories Press.

### Struktura
Struktura wewnętrzna Mondragona, inspirowana partycypacyjnym modelem ekonomicznym, wpisuje się w długą tradycję kolektywów pracowniczych. Aspiruje do całkowitej niehierarchii: nie ma innych właścicieli i menedżerów niż sami pracownicy. Jeden ze współtwórców miejsca pracy przedstawił na Światowym Forum Społecznym w Brazylii referat na temat praktycznych trudności w stosowaniu zasad ekonomii uczestniczącej w miejscu pracy pośród kapitalizmu. Referat ten został później opublikowany w antologii Real Utopia: Participatory Society for the 21st Century (AK Press, 2008) pod tytułem Parecon and Workers’ Self-Management: Reflections on Winnipeg’s Mondragon Bookstore & Coffee House Collective. Niektórzy komentatorzy zauważyli również, że niezależnie od egalitarnej struktury miejsca pracy, w ostatecznym rozrachunku, praca w handlu detalicznym jest nadal w dużej mierze męska, a wskaźniki rotacji są porównywalne z bardziej korporacyjnymi odpowiednikami.

### Wydarzenia polityczne
Mondragon było również miejscem wydarzeń społecznych i politycznych od momentu otwarcia w 1996. Wśród osób, które odwiedziły lokal, znalazły się takie nazwiska jak: Randall Amster, L. Susan Brown, Lorenzo Kom'boa Ervin, Chris Hannah z Propagandhi, Ann Hansen, Norman Nawrocki z Rhythm Activism, Jaggi Singh; wśród innych znajdziemy: Michael Albert, Naomi Klein, Ward Churchill, różnych członków Robotników Przemysłowych Świata, członków Brazilian Landless Workers’ Movement, Zapatystowskiej Armii Wyzwolenia Narodowego i aktywistów wyzwolenia Palestyny, członków Ontario Coalition Against Poverty, Christian Parenti czy Alexander Cockburn.